# شون كوبر
شون كوبر (بالإنجليزية: Shaun Cooper)‏ (5 أكتوبر 1983 في المملكة المتحدة - ) هو لاعب كرة قدم بريطاني في مركز الدفاع. لعب مع نادي بورتسموث ونادي بورنموث ونادي كرولي تاون ونادي ليتون أورينت ونادي كيدرمينستر هاريرز لكرة القدم.

## وصلات خارجية
- شون كوبر على موقع قاعدة بيانات كرة القدم.إي يو (الإنجليزية)
- شون كوبر على موقع Soccerbase.com (لاعب) (الإنجليزية)
- شون كوبر على موقع Soccerway.com (الإنجليزية)